# Vladimír Holan

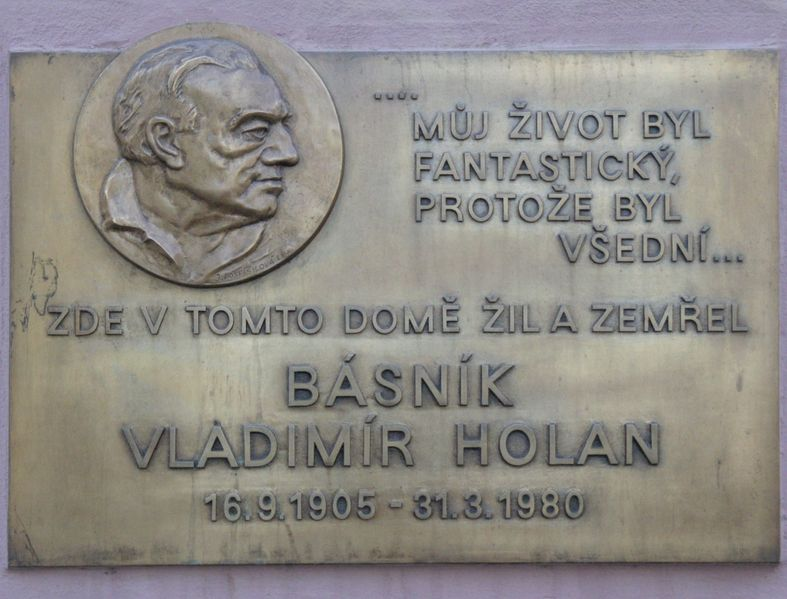
Minnesplatta över Vladimír Holan

Vladimír Holan Född 16 september 1905 i Prag, död 31 mars 1980, var en tjeckisk författare och översättare.
Holan var anställd som tjänsteman i Prag. Mellan åren 1933 och 1940 var han redaktör för en litterär tidskrift. Efter det ägnade han sig helt åt skrivandet.
"H. räknas till sin generations största tjeckiska författare, berömd framför allt som poet. Han skrev på 1920-talet exklusiv, 'ren' poesi, fänglades av självslivets dunkla impulser men rycktes sedan med av tidshändelserna, som han kompromisslöst tog ställning till i apokalyptiska visioner. Han hyllade på fyrtiotalet Sovjetunionen och kommunismen men stämplades 1948 som 'formalist' och tvangs till tystnad fram till 1963, då han rehabiliterades." (Litteraturhandboken, 1983)